# Éditions Lavoisier
 (mars 2013).
Si vous disposez d'ouvrages ou d'articles de référence ou si vous connaissez des sites web de qualité traitant du thème abordé ici, merci de compléter l'article en donnant les références utiles à sa vérifiabilité et en les liant à la section « Notes et références ».
Les éditions Lavoisier sont une maison d'édition créée en 1947 et qui publie des titres scientifiques, techniques et médicaux. Des ouvrages et des revues scientifiques sont publiés dans plusieurs collections.
Elles sont issues de la librairie spécialisée dans les ouvrages techniques et scientifiques du même nom, créée en 1947 par M. Pierre Fenouil (père). Cette librairie était installée au 11 rue Lavoisier (Paris 8e), d’où le nom de « Librairie Lavoisier ».
La prospection s’effectue déjà avec succès auprès des sièges sociaux par des actions publicitaires pour faire connaître la librairie et vendre des livres par correspondance. La progression de l’activité est rapide et continue.

## Activités et rachats
L'entreprise continue cette activité, rachetant aussi, en 1998, Datec. Ce dernier est une agence d’abonnements à des banques de données techniques et scientifiques, activité complémentaire et connexe à la librairie Lavoisier. En 2014, Lavoisier revend son activité de ventes d'abonnements à son concurrent Prenax.
Les rachats continuent, avec, en 2009, celui des fonds de commerce médicaux de l’éditeur Flammarion Médecine Sciences et d’informationhospitaliere.com.
2012 : création d’un site Internet marchand de vente d’ebooks en tant que libraire, avec un catalogue de 40 000 titres (dont les ebooks de Wiley, éditeur no 3 au monde). Deux ans plus tard, Lavoisier crée un autre site Internet marchand d’ouvrages numériques, consultables sur abonnement en streaming ; ce site a vocation à être multi-éditeurs.

## Histoire récente
La dernière acquisition de Lavoisier s'effectue en 2014, par la reprise du fonds d’édition (livres et revues) de langue française de Springer France.
Outre l’édition de revues, Lavoisier est spécialisé dans l’édition, la diffusion et la distribution d’ouvrages imprimés et numériques — destinés aux professionnels — qui traitent des domaines scientifiques, techniques et médicaux.